# A tűz háborúja
A tűz háborúja (eredeti cím: La Guerre du feu)  1981-ben bemutatott francia-kanadai fikciós őstörténeti filmdráma. Rendezője Jean-Jacques Annaud. Főszereplők Everett McGill, Ron Perlman, Nameer El-Kadi és Rae Dawn Chong. A film 1983-ban elnyerte a maszkmesteri Oscar-díjat.
A film az ember őstörténetében, a paleolitikus korban játszódik, 80 000 évvel ezelőtt és a tűz megszerzéséről, a tűzgyújtás fontosságáról, a tűz társadalmi szerepéről szól. Emellett bemutatja a kultúrák találkozását, összecsapását és egymás mellett élését is.
A film zenéjét a London Symphony Orchestra és a Les Percussions de Strasbourg együttes adja elő Peter Knight vezényletével.

## Cselekménye
|  | Alább a cselekmény részletei következnek! |

A történet 80 000 évvel a jelenkor előtt játszódik.
A neandervölgyi emberek barlangját ruhátlan, szőrös testű, majomszerű lények hordája támadja meg. A támadás célja az ősemberek által őrzött tűz megszerzése, amit egyik csoport sem tud előállítani. Mindkét oldal részéről jelentős számú halott marad a helyszínen, akiknek holttestét farkasok marcangolják szét.
Az ulam törzs megmaradt tagjai egy mocsárba menekülnek az őket üldöző farkasok elől. A tűz hiányában a hideg és az éhezés miatt néhányan meghalnak, a törzs létszáma vészesen lecsökken, talán egy tucat felnőtt marad életben (a törzsben nincsenek gyerekek). A törzs legidősebb embere a tűz őrzésére szolgáló alkalmatossággal három embert küld a tűz újbóli megszerzésére. Három másik jelentkező is akad, de nem ők kapják meg a veszélyes feladatot. A három vadász Naoh (Everett McGill), Amoukar (Ron Perlman) és Gaw (Nameer El-Kadi).
Miután egy csenevész fára menekülnek két kardfogú tigris elől (és napokig ott maradnak), a vadászok az emberevő kzamm törzs közelébe érnek, mivel a törzs tüzének füstjét messziről észreveszik. Gaw és Amoukar hangos kiáltozással és ugrálással felhívják magukra a figyelmet, így a törzs tagjait elcsalogatják a tűz közeléből, és Naohnak módja van a tűz ellopására, bár azt még mindig nagy erőkkel őrzik, és a küzdelemben Naoh nemi szerve egy harapástól sérülést szenved. Azonban sikerül megszereznie a tüzet. Az emberevő törzs két kifestett, ivaka törzsbeli cro-magnoni nőt tart fogva, egyikük alkarját már levágták, a tűznél éppen eszi valaki. A másik Cro-magnoni, egy fiatal nő, Ika (Rae Dawn Chong) kiszabadítja magát az ulamok támadása után, és követi őket, bár Amoukar többször megpróbálja elijeszteni. Egy alkalommal, amikor Naoh egyedül marad, Ika növényekből borogatást készít Naoh sérülésére, ami szemmel látható enyhülést hoz neki. A nő ugyanakkor fellációt végez a férfin, amin az meglepődik, mivel az ő törzsében nem ismerik ezt. A csoport ezután négyesben halad tovább az ulam törzs felé.
Egy ellenséges törzs támadásakor a vadászok kóborló gyapjas mamutok csordáját használják a meneküléshez, amik irányába haladnak tovább. Egy pihenő során Amoukar megpróbál szexelni Ikával, ő azonban Naohhoz húzódik védelmet keresve, aki látványosan magáévá teszi.
A vándorlás során Ika felismeri, hogy az otthona közelében vannak, ezért kiabálással és mutogatással jelez a többieknek, de azok nem értik, mit akar, és tovább haladnak eredeti céljuk felé. Másnap reggelre Ika otthagyja őket. A három vadász eleinte eredeti útiránya felé indul, majd Naoh visszafordul és az éjszakai táborhelyhez megy (a másik kettő kis habozás után követi), ahol lefekszik és az Ikával közös alom szagát szívja be. Másnap Naoh kora reggel elindul, hogy felderítse a települést, amerre Ika mutogatott, azonban a közeli mocsárban nyakig elsüllyed. Az ivakák gúnyolódnak rajta és kövekkel dobálják, Ika azonban kiáltozni kezd. A férfit eleinte fogolyként kezelik. Egy idősebb ivaka megvizsgálja a fogait és a nemi szerveit. Ezután befogadják a törzsbe, bőségesen ellátják táplálékkal, közben telt idomú ivaka lányokkal kell sorban közösülnie. Amikor éjszaka a hozzájuk képest sovány testalkatú Ika megpróbál besurranni a fonott sátorba, elzavarják.
Az ivaka törzs előrehaladott kultúrát mutat. A legfontosabb, hogy a tűzgyújtást ismerik, ezen kívül ágakból fonott sátrakban laknak, lándzsavető fegyverük és égetett agyagedényeik vannak. Kommunikációjuk igazi nyelv a neandervölgyiek egyszavas kiáltozásához képest. Amikor Naoh megfigyeli, hogyan kell egy vékony, kemény ág gyors forgatásával tüzet gyújtani, rendkívül izgatott lesz.
Néhány napig Gaw és Amoukar türelmesen várakozik korábbi táborhelyükön, majd elindulnak Naoh keresésére és ők is a mocsár foglyai lesznek. Megdöbbenve fedezik fel a rajtuk nevetők között társukat, Naoht, mivel addigra annak testét és haját is az ivakák szürkés festékkel kenték be. Az Ivakák nem tartják fogva a három vadászt, így az éj leple alatt megszöknek, bár Naoht le kell ütniük. Ika megint csak követi a három vadászt és segít nekik a szökésben. Egy felhőszakadás alkalmával egy sziklamélyedésbe húzódnak. Naoh és Ika közösülni kezdenek, először a neandervölgyiek által kizárólagosan használt „kutyapózban”, majd Ika a hátára fordul, és a modern ember számára „misszionárius” néven ismert pózban folytatják a szeretkezést, amin Amoukar annyira meglepődik, hogy Gaw lábszárát kezdi markolászni, amit az dühösen elhárít. (Ugyanezt a pózt vette fel az első ivaka lány a kunyhóban, de arra Naoh nem reagált).
Visszaútjuk során véletlenül egy-egy fejre eső kavics kiváltja az első nevetést a neandervölgyiekből, amit az odaútjuk során nem értettek Ika részéről.
Amikor már közel járnak az otthoni területhez, három ulam törzsbeli vadász bukkan fel, azok, akik szintén el akartak menni a tűzért, de nem őket bízták meg. Csak Ikát veszik észre, aki visszarohan a többiekhez. Naoh átadja a tűztartót Gawnak, aki Ikával hátramarad a tüzet őrizni. Ika és Gaw egy közeli barlangból hangokat hallanak, és egy medvebocsot találnak bent, azonban hamarosan megjelenik az anyamedve és Gawt súlyosan megsebesíti. Amoukar a hátára veszi a vérrel borított alélt testet. A három törzsbeli vadász körbeveszi őket és egy lándzsát hajítanak feléjük. Egyikük, Aghoo, Naoh riválisa egy nagy bunkót emel fel és a tűztartót követeli tőle, de Naoh nem akarja odaadni. Az ivakáktól elhozott hajítófegyvereikkel nyilakat lőnek rájuk, és egyenként leszedik őket. Amoukar kissé felemeli Gaw fejét, hogy az alélt vadász láthassa az utolsó ellenséget meghalni.
A törzsük üdvrivalgással üdvözli, amikor látja őket közeledni (és a füstöt is látják felszállni). Izgatottan veszik körbe a kis csoportot a mocsaras területen, a tűztartót kézről kézre adják, míg végül egyikük a vízbe ejti és a tűz kialszik. Majdnem megölik a vétkest, majd apátiába esnek. Naoh beszédet intéz hozzájuk, majd az Ivakáktól elhozott tűzgyújtó szerszámmal tüzet kezd csiholni, azonban gyakorlatlansága miatt Ika átveszi tőle az ágat és gyorsabban kezdi forgatni. Hamarosan apró füstcsík száll fel, amitől a törzs tagjai izgalomba jönnek és kiáltozni kezdenek. Nemsokára már hatalmas tűz ég, ami körül a törzs tagjai falatoznak, Amoukar a mamutokkal való találkozásukat meséli egy agyaras koponyát használva illusztrációként, Gaw sebeit egy asszony nyalogatja, a tűzgyújtást pedig egy vadász gyakorolja...
A történet végén Naoh a teliholdat nézi, amikor Ika megy oda hozzá. Naoh az asszony domborodó hasára teszi a kezét és mindketten elmélyülten nézik a Holdat. A barlangban lobogó tűz messzire látszik az éjszakában.
|  | Itt a vége a cselekmény részletezésének! |

## Szereposztás
- Everett McGill ... Naoh
- Ron Perlman ... Amoukar
- Nameer al-Kadi ... Gaw
- Rae Dawn Chong ... Ika

Ulam törzs
- Gary Schwartz ... Rouka
- Naseer El-Kadi ... Nam
- Franck Olivier Bonnet ... Aghoo
- Jean-Michel Kindt ... Lakar
- Kurt Schiegl ... Faum
- Brian Gill ... Modoc
- Terry Fitt ... Hourk
- Bibi Caspari ... Gammla
- Peter Elliott ... Mikr
- Michelle Leduc ... Matr
- Robert Lavoie ... Tsor
- Matt Birman ... Morah
- Christian Benard ... Umbre

Ivaka törzs
- Mohamed Siad Cockei ... Ota Otarok
- Tarlok Sing Seva ... Tavawa
- Lolamal Kapisisi ... tűzkészítő
- Hassannali Damji ... öreg ember a fán

Kzamm törzs
- The Great Antonio
- Jacques Caron
- Adrian Street
- George Buza
- Jean-Pierre Gagné
- Hercule Gaston Heon
- Danny Lynch
- Butch Lynch
- Luke McMasters
- Adrian Street

Wagabu törzs
- Rod Bennett
- Jacques Demers
- Michel Drouet
- Michel Francoeur
- Charles Gosselin
- Bernard Kendall
- Benoit Levesque
- Joshua Melnick
- Jean-Claude Meunier
- Alex Quaglia

## Megjelenése
A filmet Magyarországon 1985. november 28-án mutatták be a mozik.

## Fogadtatás
Roger Ebert, a Chicago Sun-Times filmkritikusa 3,5 csillagot adott a lehetséges 4-ből. Megjegyzi, hogy „a film zavarba ejtően kezdődik, nevetségesen mozgó, állatbőrökbe bújt ősemberekkel, akik fogukat vicsorítva morognak egymásra és bunkóikat lóbálják. Később azonban a történet kibontakozik, és láthatjuk, hogyan mutatják azokat a jellegzetességeket, amiktől emberibbé válnak.”
A filmkritikusok véleményét összegző Rotten Tomatoes 83%-ra értékelte 18 vélemény alapján.

## Díjak, jelölések
A filmet hat César-díjra jelölték 1981-ben, amikből elnyerte a „legjobb film” és a „legjobb rendezés” díjakat.
1983-ban Oscar-díjat kapott a „legjobb maszkmester”  kategóriában. Ugyanabban az évben öt kategóriában kapott Genie-díjat.

## Forgatási helyszínek
Kanada:
- Alberta (tartomány), Badlands
- Brit-Kolumbia, Cathedral Grove
- Ontario, Huron-tó, Bruce-félsziget

Skócia:
- Glencoe
- Cairngorms nemzeti park

Kenya:
- Tsavo nemzeti park
- Magadi-tó

## Érdekesség
- Az Iron Maiden zenekar Quest for Fire című számát a film és a könyv inspirálta.

## Történelmi pontosság
Mivel a film egy 1911-es regény adaptációja, külön kell megítélni a könyvhöz való hűséget és a tudományos pontosságot (a jelenlegi paleoantropológiai ismereteink szerint).
A regény története 80 000 évvel időszámításunk előtt játszódik, a Würm-glaciális idején. A film követi ezt a dátumot, bár az egyik DVD-kommentárban a rendező szerint egy későbbi időpontot lett volna észszerűbb megjelölni a mai tudásunk alapján.
A film a könyvnek megfelelően három emberi fajt ábrázol: 
- Homo erectus – wagabu törzs
- Neandervölgyi ember – ulam és kzamm törzs (Homo sapiens neanderthalensis)
- modern ember – ivaka törzs (Homo sapiens sapiens)

A neandervölgyieket úgy jeleníti meg a film, ahogy az ősembereket általában elképzeljük: barlangban laknak, állati szőrmékbe burkolóznak, majomszerűen mozognak és a majmokhoz hasonlóan hangokat adnak ki, ha izgatottak. Ezzel szemben vannak a modern típusú emberek, akik kulturálisan jóval fejlettebbek, egész testüket festék borítja, értelmesen kommunikálnak, ismerik a tűzgyújtás titkát, vannak hajítófegyvereik, ékszereik, fejdíszeik és égetett agyagedényeik. Jelenlegi ismereteink szerint a neandervölgyiek és a cro-magnoniak találkozása jóval később, a jelenkor előtt 40 000 és 20 000 között történhetett.
A neandervölgyiek megjelenése kaukázusi; a kzamm törzsbeliek szőkés-vöröses hajúak – ennek valódiságát a 2000-es évek egyik genetikai kutatása igazolta. A kutatók egy részének véleménye szerint a H. s. sapiens és H. s. neanderthalensis keveredése valóban megtörtént, de szintén később, mint a filmben ábrázolt időszak. A szakma véleménye megoszló, sokan külön fajokba (H. sapiens és H. neanderthalensis) sorolják őket, ez esetben közös utódjuk nem lehetne. Az őstörténészek azon is vitáznak, hogy a neandervölgyi ember kihalt-e, vagy beolvadt a modern emberbe.
A neandervölgyiek nyelvét Anthony Burgess alkotta meg. Ez gyakran értelmetlen felkiáltásnak tűnik, de a történet során többször hosszabb beszédeket mondanak, amit a többiek megértenek. Az ivaka törzs jóval bonyolultabb beszédét nagyrészt a Kanada északi részén élő inuitok nyelve alapján alkották meg. Az anyanyelvi beszélők számára a film emiatt meglepetést okozott.
A testbeszéd alkalmazását Desmond Morris antropológus, A csupasz majom c. könyv írója felügyelte.

## Fordítás
- Ez a szócikk részben vagy egészben  a   Quest for Fire (film) című angol Wikipédia-szócikk fordításán alapul.  Az eredeti cikk szerkesztőit annak laptörténete sorolja fel. Ez a jelzés csupán a megfogalmazás eredetét és a szerzői jogokat jelzi, nem szolgál a cikkben szereplő információk forrásmegjelöléseként.